# La Verneda de Sant Martí

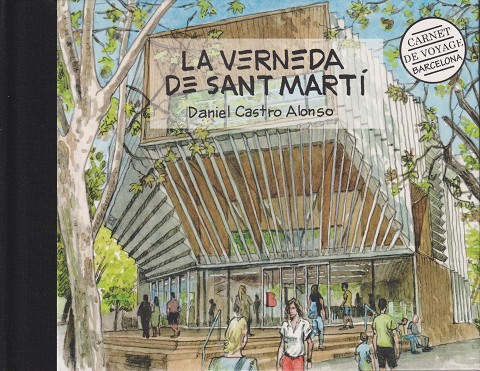
Llibre publicat l'any 2024 que recull amb il·lustracions els llocs més emblemàtics del barri de La Verneda de Sant Martí.

La Verneda de Sant Martí és la denominació de la barriada formada per la unió dels barris 72 i 73 de la ciutat de Barcelona que coneixem respectivament amb els noms de Sant Martí de Provençals i de La Verneda i la Pau. Aquesta denominació ha servit per diferenciar-lo del barri conegut com "La Verneda" del municipi veí de Sant Adrià de Besòs.
No correspon a una divisió "oficial" dels barris però és un fet que l'àmbit de participació de moltes entitats socials acostuma a considerar com a propi el total del conjunt (Festa Major, grups socials, activitats culturals)
El primer bloc d'habitatges construïts per la Caixa al 1955 va ser batejat amb el nom de la Verneda (segurament perquè no hi havia res més fins al conjunt de la Via Trajana a tocar del Besòs) Amb el nom Verneda per tant anaven coneixent els nous veïns que s'anaven incorporant als anys 60 i 70 a tot el sector fins a tocar del barri del Clot. Quan alguns veïns van preferir designar aquest espai amb el nom de l'antic municipi de Sant Martí de Provençals s'inicià una polèmica que encara es manté viva ja que l'antic municipi era molt més extens que el sector que es volia anomenar. D'aquí que com a solució de compromís es proposés la denominació "La Verneda de Sant Martí" Actualment totes aquestes denominacions es fan servir indistintament.
Jaume Fabre i Josep Maria Huertas Claveria al volum 7 del seu llibre Tots els barris de Barcelona" (pàgines 36-37) ja recullen aquesta polèmica sobre l'abast de la denominació "Verneda" i justifiquen que serveixi per identificar aquesta barriada tal com han anat fent des dels anys 1950s els seus veïns de manera espontània.
També el divulgador Joan de Déu Prats ho expresa així: "...El barri [La Verneda] està molt relacionat amb el seu veí Sant Martí de Provençals, amb el qual forma un continu urbà i social"
D'aquesta manera la denominació "La Verneda de Sant Martí" es reconeix no només com una solució que diferencia la Verneda "barcelonina" de la que trobem al municipi de Sant Adrià de Besòs, sinó que també identifica a nombroses entitats oficials i privades situades a tot el llarg del conjunt.
Així ho veiem en tot un seguit d'entitats i establiments que tot i no tenir la seva seu al barri 73 mantenen la denominació "Verneda" com per exemple: Oficina de Treball de Barcelona - Verneda (Rambla de Guipúscoa, 33), el Complex Policial de la Verneda (C/ de Guipúscoa, 74), Camp Municipal de La Verneda (C/ de l'Agricultura, 238), Sala Verneda (C/ de Guipúscoa, 70), Xarxa Comunitària La Verneda Sant Martí (C/Selva de Mar, 215), Verneda Solidària (C/Selva de Mar, 215), Colla Gegantera de la Verneda de Sant Martí (C/Selva de Mar, 215), La Barneda Cafè (Carrer de Provençals, 266), Restaurant la Verneda (C/ de l'Agricultura, 260), Cine Verneda (C/ Guipúzcoa, 99), Escola Verns (C/ de Cantàbria, 31B), Espai Social La Verneda (C/ del Treball, 213), Comunitat d'Aprenentatge de La Verneda-Sant Martí (C/Selva de Mar, 215), Caixabank Oficina Store la Verneda (Rambla de Guipúscoa, 81), Diables de la Verneda i Gúspires de Sant Martí (C/Doctor Zamenhof, 23).
L'any 2024 es va publicar el llibre "La Verneda de Sant Martí" que recull il·lustracions dels racons més emblemàtics del barri.